# Tatort: Du allein
Du allein ist ein Fernsehfilm aus der Krimireihe Tatort, erstmals ausgestrahlt am 24. Mai 2020. Der vom Südwestrundfunk produzierte Beitrag ist die 1133. Tatort-Episode und handelt von der Jagd auf einen mutmaßlichen Serienkiller. Das Stuttgarter Ermittlerduo Lannert und Bootz ermittelt in seinem 25. Fall.

## Handlung
Die Journalistin Elisabeth Vogel wird aus 200 Meter Entfernung vor ihrem Haus erschossen. Der Mord war in einem Brief an die Kripo vorab als Nummer 1 angekündigt worden. Der mutmaßliche Täter meldet sich als Erpresser, fordert drei Millionen Euro, die er trotz akribisch organisierter Übergabe jedoch nicht abholt. Stattdessen kündigt er einen zweiten Mord an und begleitet ihn mit ähnlichen Ritualen wie den ersten: einem ähnlichen Ankündigungsschreiben, der Aufforderung an die Polizei, eine Zeitungsanzeige zu schalten sowie die Nummerierung der Patrone. Diesmal wird der Student Kostas Bernhard beim Joggen in den Stuttgarter Weinbergen erschossen.
Die Kommissare Lannert und Bootz durchschauen nach einiger Zeit die falsche Spur eines angeblich irren, wahllos auf Menschen schießenden Erpressers und ermitteln Gemeinsamkeiten der Opfer. Diese hatten drei Jahre zuvor in einer Bankfiliale Geld abgehoben und einen dort am Boden liegenden Mann ignoriert, der einen Herzinfarkt erlitten hatte und verstarb, was bei pflichtbewusster Hilfeleistung zu verhindern gewesen wäre. Da neben dem Mann eine Bierflasche lag, hatten sie ihn für einen betrunkenen Penner gehalten.
Die Täterin Tamara Stuber ist dessen damalige Geliebte, die auch noch eine dritte Person tötet: Sie erschießt eine von der Polizei vorgewarnte Mutter vor den Augen ihrer kleinen Tochter und der Polizei und entkommt Kommissar Lannert nur knapp. Bei der vierten damals am Geldautomaten anwesenden Person, einem Tabakhändler, schreckte Stuber bei einem ersten Versuch vor dem Mord zurück, da sie den Mann persönlich gut kennt und der unter seinem „schweren Fehler“, seinerzeit nicht geholfen zu haben, noch immer sehr leidet. Stuber begibt sich auf die vorbereitete Flucht, kann aber trotz intensiver Fahndung nicht gefasst werden. So inszeniert die Polizei einen angeblichen Selbstmord und eine Beerdigung des tatsächlich schwer traumatisierten und suizidgefährdeten Tabakhändlers. Damit versucht die Polizei die Flüchtige in eine Falle zu locken, was tatsächlich gelingt, und Stuber kann festgenommen werden, als sie mit ihrer Waffe in die Wohnung des Tabakhändlers eindringt, wo bereits die Polizei auf sie wartet.

## Hintergrund
Der Film wurde vom 6. Mai 2019 bis zum 7. Juni 2019 in Stuttgart und Baden-Baden gedreht.

## Rezeption

### Kritiken
Von etlichen Kritikern gab es Zuspruch zu dem Film. Zum Beispiel lobte der NZZ-Autor den Krimi als spannend und „schnörkellos erzählt, ganz ohne Umwege oder unnötige Abschweifungen konzentriert […] auf das mörderische Spiel zwischen Schütze und Polizei.“ Die „wortkargen bis wortlosen Stellen“ seien die stärksten. Bei manchen Dialogen hätte das Drehbuch allerdings „mehr auf die Verständnisfähigkeit des Zuschauers setzen können.“ Der Spiegel bewertete den Film mit neun von zehn möglichen Punkten, Autor Christian Buß beurteilte ihn als „effektsicher und elegant“ sowie als „klug“ gebaut. Die Regisseurin finde einen „starken Rhythmus für diese schwierige doppelläufige Erzählung“ aus „Sniper-Thriller“ und einer zweiten Ebene mit „skizzenhafte[n] Liebesszenen“. Der Film-Dienst vergab vier von fünf möglichen Sternen und lobte: „Einfalls- und wendungsreich geschriebener, eindringlich gespielter und spannender Krimi, der sich moralische Eindeutigkeit spart und in dieser Ambivalenz umso überzeugender ausfällt. Die feinen Details der Inszenierung fügen sich mit bemerkenswerter Präzision zusammen.“

### Einschaltquoten
Die Erstausstrahlung von Du allein am 24. Mai 2020 wurde in Deutschland von 10,49 Millionen Zuschauern gesehen und erreichte einen Marktanteil von 29,2 % für Das Erste.